# Palmyra (New York)
 For alternative betydninger, se Palmyra (flertydig). (Se også artikler, som begynder med Palmyra)
Palmyra er en by i Wayne County, New York, USA. Indbyggertallet var i år 2000 7.672. Byen er opkaldt efter den antikke by Palmyra i Syrien. Byen blev grundlagt i 1789. Byen spillede en vigtig rolle i mormonismens begyndelse. I Palmyra ligger landsbyen Palmyra, som officielt set ikke er en del af byen.